# 児島真理奈
児島 真理奈（こじま まりな、1992年〈平成4年〉11月5日 - ）は、日本の女性アイドル・モデル。
元アイドルグループ・ハチハチ北Girlsのセンター、ミライスカートのメンバーで、グループのリーダーであった。現在は『ミライスカート⁺』名義で単独での活動を行っている。株式会社aoi loco festa代表取締役。京都府出身。キャレスボーカル&ダンススクールアーティストコース出身。愛称は、まりちゃん。

## 来歴・人物
- 幼少期にテレビ番組の企画に両親が送った写真で賞を受賞。
- 2002年にテレビ東京系の朝の子供番組「おはスタ」に出演。
- 2009年6月より、舞妓変身梅本のウェブサイトモデル。
- 2012年7月に「第4期天神祭うちわ娘」として活動。
- 2012年8月にミス志賀高原コンテストにてファイナリストに選出。
- 2012年11月に第1期ハチハチ北Girlsオーディションに合格。
- 2013年3月にハチ・ハチ北Girlsグランプリ　最優秀グランプリ賞受賞。
- 2013年6月にオープンした「大阪舞洲ゆり園」の初代ゆり娘として活動。
- 2013年7月に「第5期天神祭うちわ娘」として活動。
- 2013年6月より、高速バス情報ポータルサイト「バスね」のモデル。阪急バス、京阪バス、神姫バスの広告等に登場。
- 2013年11月より、兵庫県にある、ハチ・ハチ北高原スキー場のご当地アイドル「ハチ・ハチ北Girls」として活動。
- 2013年11月20日にマキシシングル「ゲレンデマジック/LOVE WINTER」でCDデビュー。
- 2013年12月に兵庫県香美町観光大使に就任。
- 2013-14年、JSBCスノータウンの広告、ウェブサイトモデル。
- 2014年1月にMBSテレビ「ちちんぷいぷい」に出演。
- 2014年6月より、「ミライスカート」研修生として活動。
- 2014年8月に東京アイドルフェスティバルに出場。
- 2015年2月にCD「ナモナイオト」発売。
- 2016年10月に「クォンタムドールズOSAKA」にて初主演。
- 2017年、ミライスカートがメンバーの相次ぐ卒業で児島のみとなり、またこれまでの所属事務所との契約終了に伴い、以降は自身が事務所運営も兼ねたソロプロジェクトとして活動、2020年よりユニット名義も「ミライスカート⁺」となる[2]。
- 2021年7月12日、腫瘍の摘出手術によりライブ活動の休止を発表[3]。翌2022年3月、活動を再開[4]。

## 逸話
- 子供の頃からモーニング娘。に憧れていた[2]。
- 大学卒業後は航空会社の客室乗務員に就職する予定だったが、ミライスカートのメンバーになったことで辞退。メンバーが1人になった際も「ミライスカートに就職するって決めたから、やめたいなんて思ったことはない」と語っている[2]。
- ユニットの活動資金を捻出する為に不動産会社のアルバイトをしていたことがある[2]。
- 洋楽ではデュラン・デュランを好んでおり、メンバーのジョン・テイラー (ベーシスト)にちなみ自身のファンの愛称を「テイラー」としている[1]。
- 自身の設立した個人事務所の名称は「児島エンターテインメント」[2]で、社歌も存在する[5]。のち株式会社agehaspringsのグループ会社として「aoi loco festa」に移行。

## 音楽
ミライスカート、ミライスカート⁺名義作品は同項を参照。
- ゲレンデマジック/LOVE WINTER（マキシシングル、2013年11月20日）

## 出演

### 舞台
- アリスインプロジェクト「魔銃ドナーKIX[6]」 - セイラ 役
  - 大阪公演（2015年11月18日・21日、in→dependent theatre 2nd）
  - 和歌山公演（2015年11月28日・29日、和歌山マリーナシティFun×Fam劇場）
- アリスインプロジェクト「クォンタムドールズOSAKA[7]」（2016年10月26日 - 30日、大阪・インディペンデントシアター2nd） - 主演・阿良木明里 役

### その他
- ハチ・ハチ北Girlsグランプリ　最優秀グランプリ賞（2012年 - 2013年）
- 兵庫県香美町観光大使（2013年）
- 田中食品株式会社 ふりかけ大使（2019年）